# Чуртан (Стерлітамацький район)
Чурта́н (рос. Чуртан, башк. Суртан) — присілок у складі Стерлітамацького району Башкортостану, Росія. Входить до складу Услинської сільської ради.
Населення — 474 особи (2010; 470 в 2002).
Національний склад:
- росіяни — 35%
- татари — 30%